# Benedetto Gola
Benedetto „Bené“ Gola (nach einigen Quellen auch Giuseppe Gola; * 28. Dezember 1904 in Chieri, Italien; † unbekannt) war ein italienischer Fußballspieler und -trainer.

## Karriere

### Als Spieler
Gola begann seine Karriere in seiner Heimatstadt Chieri. 1927/28 lief er für Juventus Turin in der Italienischen Fußballmeisterschaft auf und beendete die Saison mit sieben Einsätzen unter dem ungarischen Trainer József Viola auf Rang drei.
Danach spielte Gola für Vomero Neapel, den FBC Derthona, die SG Sampierdarenese und Atalanta Bergamo. Am Ende der Saison beendete er bei seinem Heimatklub AC Chieri seine aktive Laufbahn.

### Als Trainer
In der Saison 1934/35 arbeitete Bené Gola als Co-Trainer von Carlo Bigatto bei Juventus Turin. Das Gespann ersetzte den am 9. Dezember 1934 entlassenen Trainer Carlo Carcano. Die beiden betreuten die Mannschaft bis zum Saisonende und gewannen mit der Juve den fünften und letzten Meistertitel des Quinquennio d’Oro.

## Erfolge
- italienische Meisterschaft: 1934/35 (als Co-Trainer)